# Lilltjärnen (Ströms socken, Jämtland, 713642-146001)
Lilltjärnen är en sjö i Strömsunds kommun i Jämtland och ingår i Ångermanälvens huvudavrinningsområde.